# Putting Holes in Happiness
«Putting Holes in Happiness» es título del sencillo del álbum de estudio Eat Me, Drink Me, del grupo "Marilyn Manson". El sencillo fue estrenado el 7 de agosto de 2007.

## Video musical
El video musical fue dirigido por Philippe Grandrieux. Da a entender la muerte de un niño que Marilyn Manson carga y llora y la burla de otra mujer, que aparenta hacer actos de brujería. El video está realizado en un bosque tranquilo y nublado. Varias de las tomas, muestran a la banda tocando y otras a Marilyn Manson desnudo, cantando tirado en las hojas del bosque. En algunas tomas rápidas se ve un muchacho de cabello amarillo quien se muestra asustado o haciendo actos indicados en la canción.

## Lírica

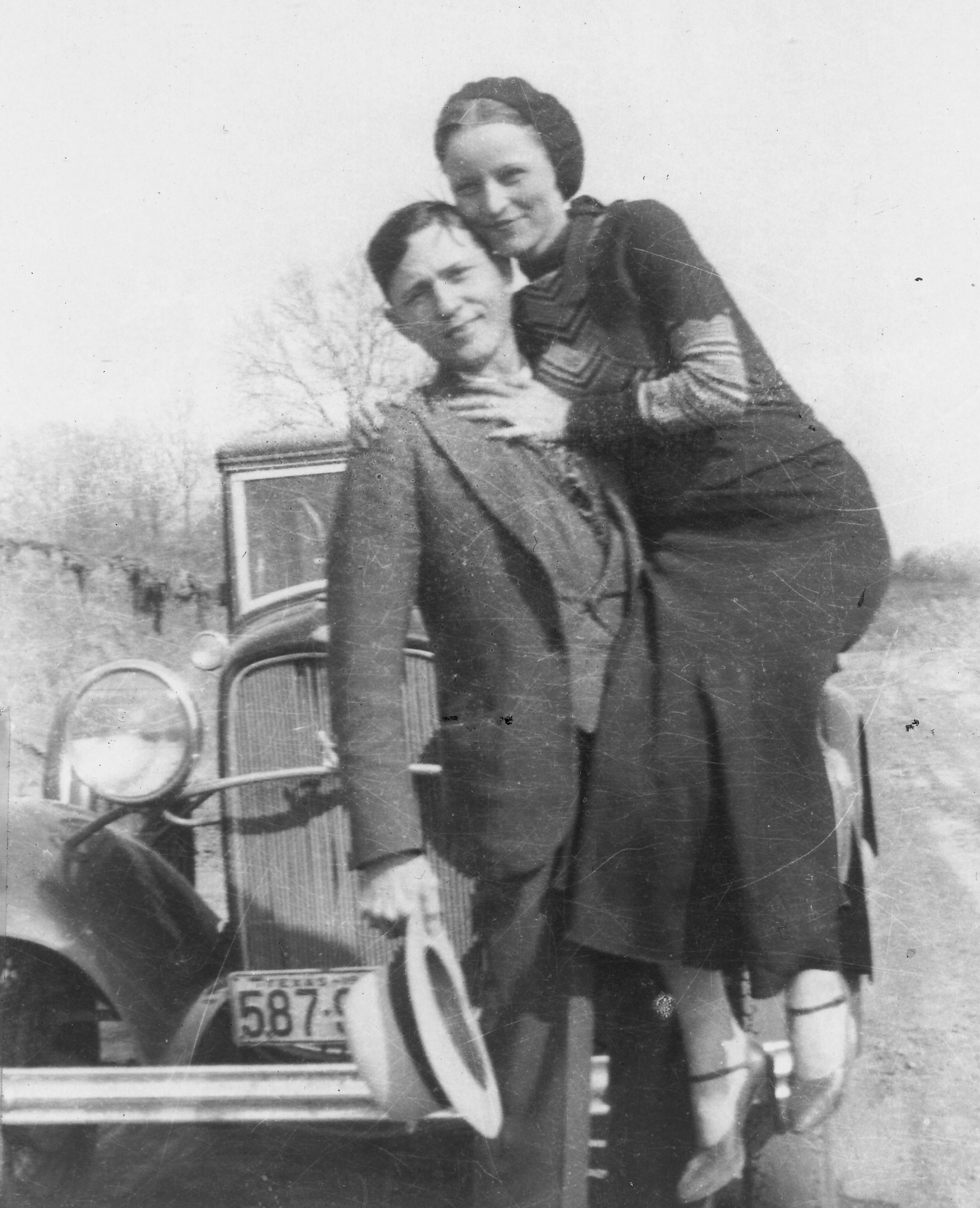
Bonnie and Clyde Personajes que se encuentran en la letra de este tema.

La lírica se centra en la temática del romance y brujería, Tomando extractos de la vida de Manson y de Bonnie and Clyde. 
Versos como  Apaga Las Velas  , Ella tiene la brujería o Si Tu eres Bonnie, yo seré tu Clyde, El tema da un relato del control del amor en Manson en esa época (2007).

## Crítica
Tuvo críticas mixtas, Kerrang! la catalogó Alucinante rock y el grupo de fanes del cantante declaró que el tema no era digno de tener videoclip, ya que otros temas de Eat Me, Drink Me eran superiores.

## Detalles
- Manson escribió la canción en su cumpleaños y la catalogó como  Una Balada Romántica Caníbal Gótica y Vampiresa  .
- Fue interpretada en todo el Rape of The World Tour.
- El tema fue remezclado para Guitar Hero III: Legends of Rock en una edición especial.
- El tema destacó por varias semanas en las radios de Francia, esto provocó la visita de Manson a dicho país.
- Manson interpretó Putting Holes in Happiness junto a The Dope Show en los VMA Brasil 2007.

## Versiones y remixes
Aquí los remixes del sencillo:
- «Putting Holes In Happiness» (Versión acústica)
- «Putting Holes In Happiness» (Instrumental)
- «Putting Holes In Happiness» (Boys Noize Remix)
- «Putting Holes In Happiness» (Ginger Fish Remix)
- «Putting Holes In Happiness» (Nick Zinner, Remix)
- «Putting Holes In Happiness» (Robots to Mars Remix)
- «Putting Holes In Happiness» (DJ Eric Ill y Scott Orlans Mix)
- «Putting Holes In Happiness» ( Guitar Hero III: Legends of Rock Remix)

## Posiciones
| Listas                 | Posición | País           |
| ---------------------- | -------- | -------------- |
| Hot Modern Rock Tracks | 12       | Estados Unidos |